# Jandira
Jandira este un oraș în São Paulo (SP), Brazilia.